# Maria Christina van Cuyck
Maria Christina van Cuyck (getauft 29. Januar 1711 in Den Haag; gestorben 31. August 1781 ebenda) war eine niederländische Kupferstecherin, Radiererin und Zeichnerin.

## Leben
Maria Christina van Cuyck wurde am 29. Januar 1711 in Den Haag getauft. Sie war die Tochter des Malers, Kupferstechers und Radierers Pieter van Cuyck dem Älteren (1689–1765) und Christina van den Hout (gest. 1766). Als ältestes Kind wurde sie in eine wohlhabende römisch-katholische Künstlerfamilie geboren. Ihr Vater, Pieter van Cuyck der Ältere, war Maler und auch ihre jüngeren Brüder Pieter van Cuyck der Jüngere (1720–1787) und Karel van Cuyck (1724–1791) waren Maler. Zudem hatte sie eine 1722 geborene Schwester Maria Magdalena, über die nichts weiter bekannt ist.
Jacob Campo Weyerman schrieb im vierten Band seiner 1769 erschienenen „Levensbeschryvingen“ über sie, dass diese „künstlerisch veranlagte“ Tochter von Pieter van Cuyck „nicht nur sehr schön graviert und wunderbar ätzt, sondern auch sehr meisterhaft zeichnet“. In dem Register der Confrérie Pictura vermerkte zwischen 1777 und 1781 Pieter Terwesten, dass Maria van Cuyk die Kunst des Zeichnens von ihrem Vater erlernte und sie viele Jahre lang mit Ruhm und Gewinn ausübte. In seinem Manuskript und auch in den Protokollen von Pictura lässt sich nachlesen, dass Maria und ihr Bruder Karel im März 1777 bei der Ernennung ihrer Nichte Carolina Petronella, der Tochter von Pieter van Cuyck dem Jüngeren, zum Ehrenmitglied der Bruderschaft anwesend waren.
Maria van Cuyck soll eine verdienstvolle Künstlerin gewesen sein, jedoch sind keine Zeichnungen oder Drucke von ihr heute bekannt. 1748 entstand ein Gemälde mit einer Stallszene basierend auf der Signatur ‚M. van Cuyck‘, wurde es ihr zugeschrieben. Jedoch haben weder Weyerman noch Terwesten erwähnt, dass Maria van Cuyck auch gemalt hat. Terwesten gibt als Todesdatum den 31. August 1781 an. Die Beerdigung fand am Morgen des 10. September im Familiengrab in der Kloosterkerk in Den Haag statt.